# Hanna Zatyrkevytj-Karpynska
Hanna Petrivna Zatyrkevytj-Karpynska, född 1855, död 1921, var en ukrainsk skådespelare. Hon var en av pionjärerna inom den ukrainskspråkiga teatern. 
Hon var engagerad i det ukrainska kulturlivet och deltog i opinionen för att tillåta teater att spelas på ukrainska språket i Ukraina. Hon var verksam inom den ukrainska amatörteatern. 
År 1881 upphävdes det ryska förbudet att spela teater på ukrainska språket, varefter flera teatergrupper formades. Koryfejivteatern formades under Marko Kropyvnytskyj och ett annat teatersällskap under Mychajlo Starjtskyj, vilka 1883 gick samman under Kropyvnytsky. Hon var engagerad hos flera av de första ukrainska teatersällskapen, hos Mychailo Starytskyj, Mykola Sadovskyj och Fedir Volyk, och sedan hos Kropyvnytskyj.  
Som aktör blev hon känd för sina komiska roller. 